# Festival Varilux de Cinema Francês 2024
A 15ª edição do Festival Varilux de Cinema Francês é um festival de cinema exibido de 7 a 20 de novembro de 2024 nos cinemas do Brasil. O cartaz oficial conta com o ator Alain Delon, que faleceu no mesmo ano. Em sua homenagem será exibido no festival o filme Plein soleil (bra: O Sol por Testemunha), de René Clément.

## Programação
| Título original                           | Título em português                              | Diretor                                        | Distribuidora no Brasil | Ref.  |
| ----------------------------------------- | ------------------------------------------------ | ---------------------------------------------- | ----------------------- | ----- |
| 1874: La Naissance de L'Impressionnisme   | bra: 1874 O Nascimento do Impressionismo         | Julien Johan, Hugues Nancy                     | Bonfilm                 | [ 2 ] |
| En fanfare                                | bra: A Fanfarra                                  | Emmanuel Courcol                               | Bonfilm                 | [ 2 ] |
| Jeanne du Barry                           | bra: A Favorita do Rei                           | Maïwenn                                        | Mares Filmes            | [ 2 ] |
| L'histoire de Souleymane                  | bra: A História de Souleymane                    | Boris Lojkine                                  | Bonfilm                 | [ 2 ] |
| Quelques Jours Pas Plus                   | bra: Apenas Alguns Dias                          | Julie Navarro                                  | Bonfilm                 | [ 2 ] |
| Boléro                                    | bra: Bolero, A Melodia Eterna                    | Anne Fontaine                                  | Mares Filmes            | [ 2 ] |
| DAAAAAALÍ                                 | bra: Daaaaaali!                                  | Quentin Dupieux                                | Bonfilm                 | [ 2 ] |
| Diamant brut                              | bra: Diamante Bruto                              | Agathe Riedinger                               | Bonfilm                 | [ 2 ] |
| Madame Durocher                           | bra: Madame Durocher                             | Andradina Azevedo Dida Andrade                 | Elo Studios             | [ 2 ] |
| Heureux Gagnants                          | bra: Mega Cena                                   | Maxime Govare, Romain Choay                    | Bonfilm                 | [ 2 ] |
| Pas De Vagues                             | bra: O Bom Professor                             | Teddy Lussi-Modeste                            | Mares Filmes            | [ 2 ] |
| Le Comte De Monte Cristo                  | bra: O Conde de Monte Cristo                     | Alexandre de La Patellière, Matthieu Delaporte | Paris Filmes            | [ 2 ] |
| Le Scénario De Ma Vie - François Truffaut | bra: O Roteiro da Minha Vida – François Truffaut | David Teboul, Serge Toubiana                   | Bonfilm                 | [ 2 ] |
| Le Deuxième Acte                          | bra: O Segundo Ato                               | Quentin Dupieux                                | Bonfilm                 | [ 2 ] |
| Plein soleil                              | bra: O Sol Por Testemunha                        | René Clément                                   | Bonfilm                 | [ 2 ] |
| Le successeur                             | bra: O Sucessor                                  | Xavier Legrand                                 | Bonfilm                 | [ 2 ] |
| Le Dernier Des Juifs                      | bra: O Último Judeu                              | Noé Debré                                      | Bonfilm                 | [ 2 ] |
| La promesse verte                         | bra: Ouro Verde                                  | Édouard Bergeon                                | Bonfilm                 | [ 2 ] |
| Savages                                   | bra: Selvagens                                   | Claude Barras                                  | Bonfilm                 | [ 2 ] |
| Trois amies                               | bra: Três Amigas                                 | Emmanuel Mouret                                | Bonfilm                 | [ 2 ] |